# DualShock

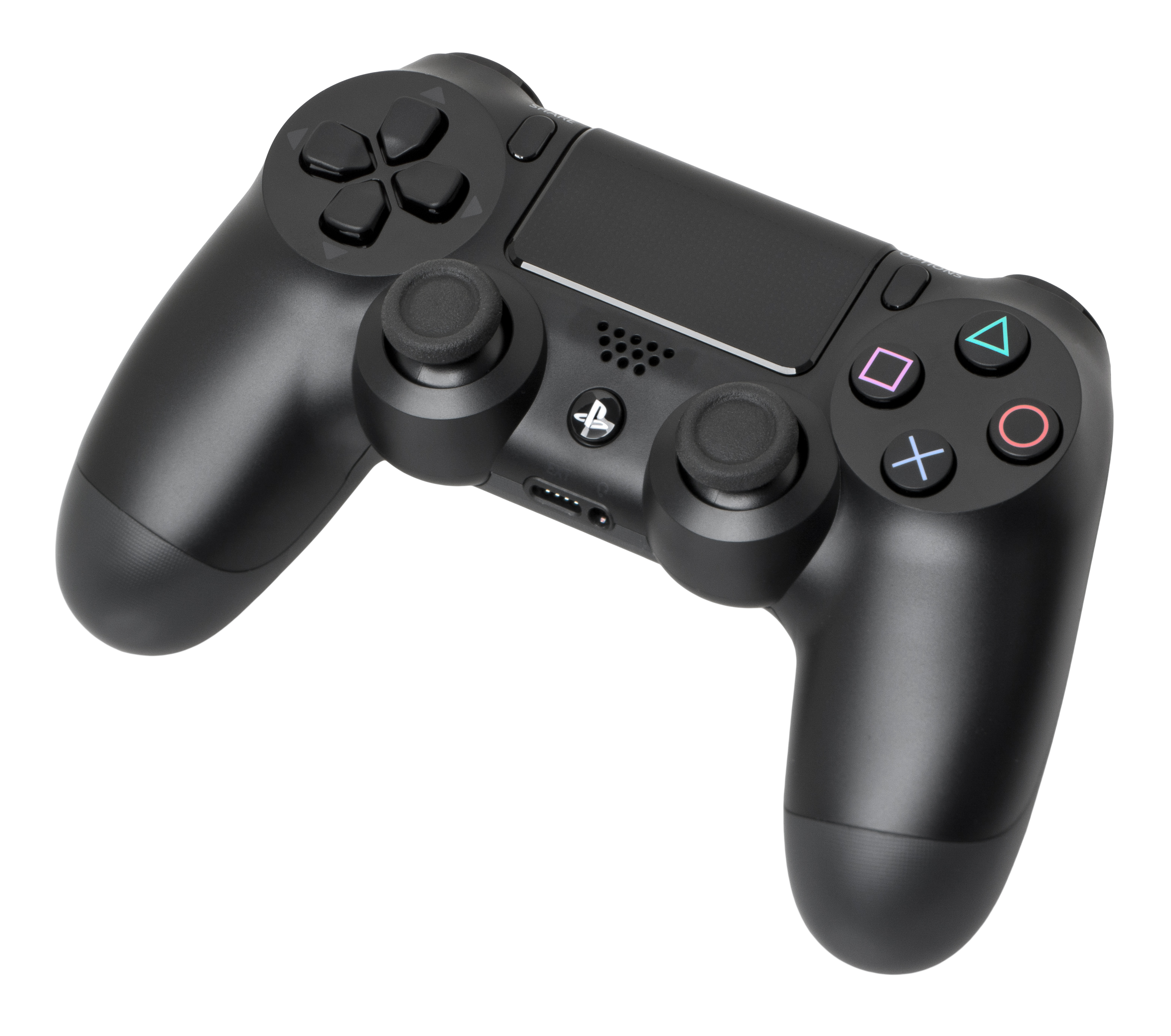
DualShock 4

DualShock (original Dual Shock, marca înregistrată DUALSHOCK sau DUAL SHOCK, cu versiunea PlayStation 5 ca DualSense) este o linie de gamepad-uri dezvoltată de Sony Interactive Entertainment pentru familia de console PlayStation.
DualShock a fost introdus în Japonia spre sfârșitul anului 1997, și a fost lansat pe piața nord-americană în mai 1998. Acesta avea ca 14 butoane digitale (, , , , L1, R1, L2, R2, L3, R3, Start, Select, Analog), schemă care se păstrază și astăzi, cu mici modificări. Până în iunie 2008 s-au vândut peste 28 de milioane de controllere (excluzându-le pe cele vândute odată cu consola). DualShock 3 este primul controller wireless făcut de Sony, și combină capabilitățile Sixaxis cu senzori care detectează mișcările controllerului. DualShock 4 vine cu noutăți cum ar fi touchpadul, o intrare pentru căști și o boxă mono. Este compatibil cu PlayStation 3, putând fi conectat la acesta doar prin intermediul unui cablu USB. 